# Operazione unaria
In matematica, un'operazione unaria è un'operazione con un solo operando. Per esempio, la negazione logica è un'operazione unaria sui valori di verità e l'elevamento al quadrato è un'operazione unaria nei numeri reali. Un'altra operazione unaria è il fattoriale, n!. Un'operazione unaria nell'insieme S non è altro che una funzione S → S.
Gli operatori unari sono utilizzati anche nei linguaggi di programmazione. Per esempio nel linguaggio di programmazione C++, vi sono i seguenti operatori unari:
- Incremento: ++x, x++
- Decremento: --x, x--
- Indirizzo: &x
- Indirezione: *x
- Positivo: +x
- Negativo: -x
- Complemento ad uno: ~x
- Negazione: !x
- Sizeof: sizeof(x)
- Cast: (nome del tipo) espressione